# Corey Reynolds

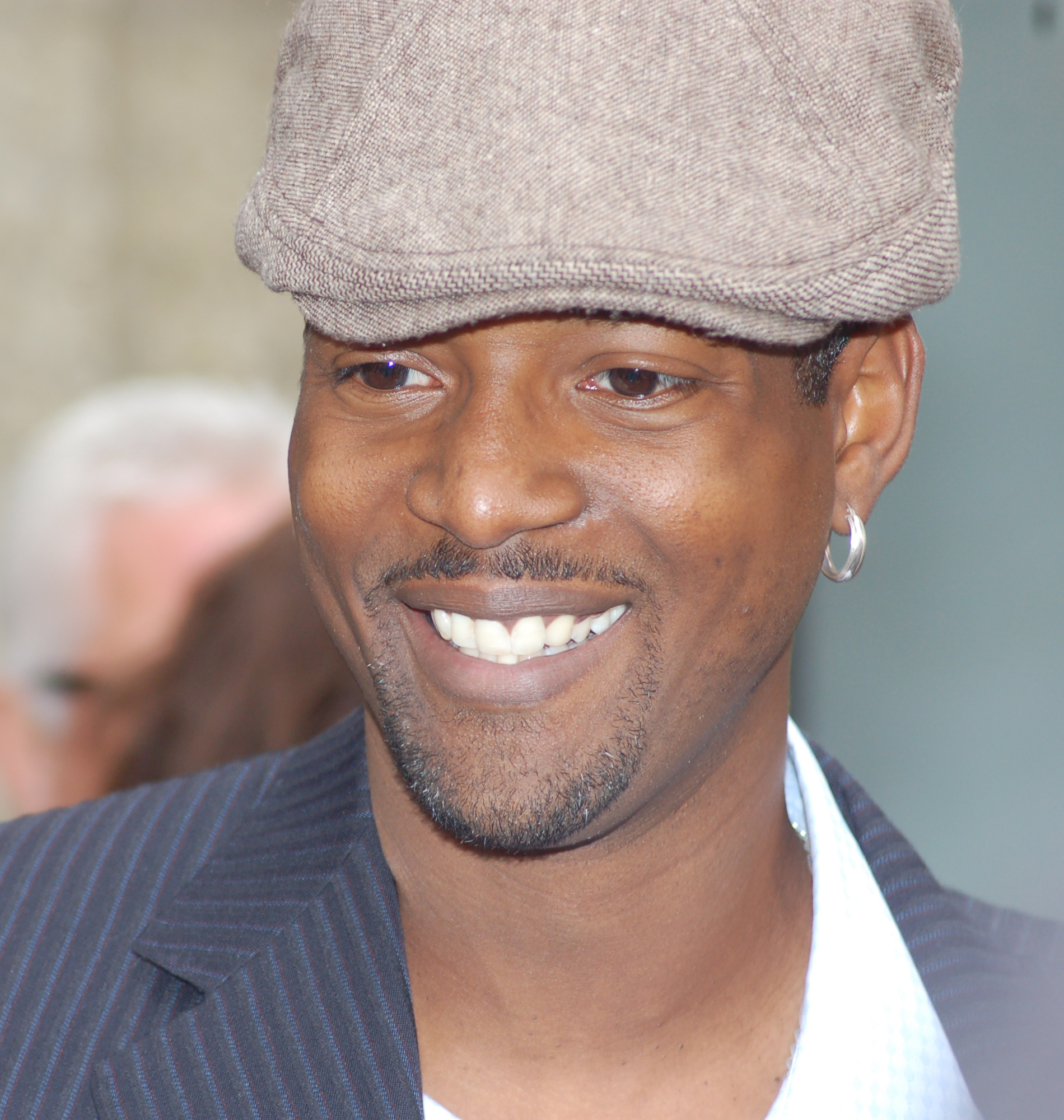
Corey Reynolds

Corey Reynolds (nascido em 3 de julho de 1974 - Richmond, Virginia) é um ator de teatro, musicais, televisão e cinema americano, atuou na adaptação da Broadway do filme Hairspray na qual recebeu indicações para o prêmio Tony, Drama Desk Award e Outstanding como Mellhor Ator em musical, ficou mais conhecido pelo seu papel na série The Closer da TNT como Sargento David Gabriel.